# Hermya melanoptera
Hermya melanoptera là một loài ruồi trong họ Tachinidae.